# Kõiguste
Koordinaten: 58° 24′ N, 22° 59′ O

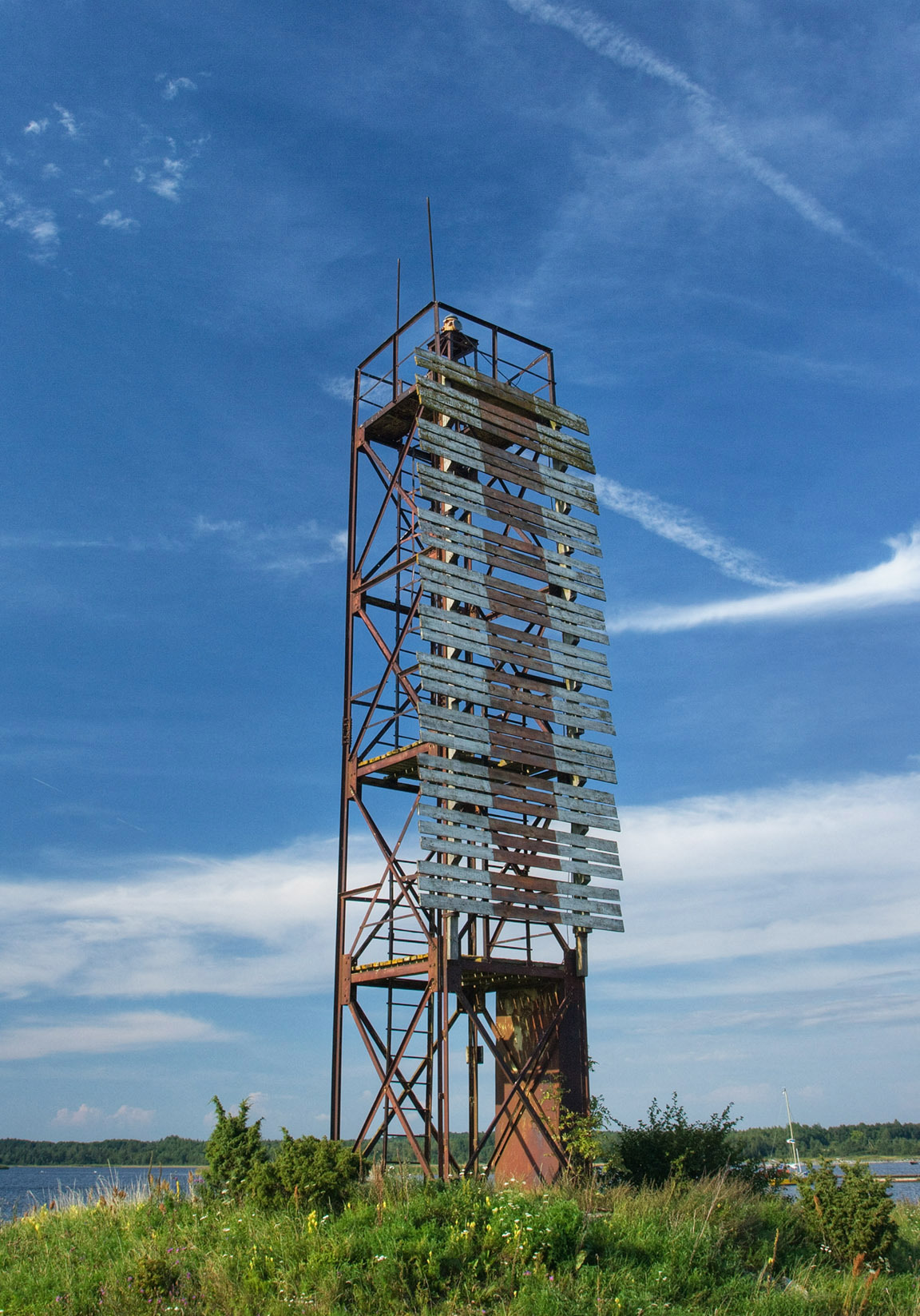
Bake

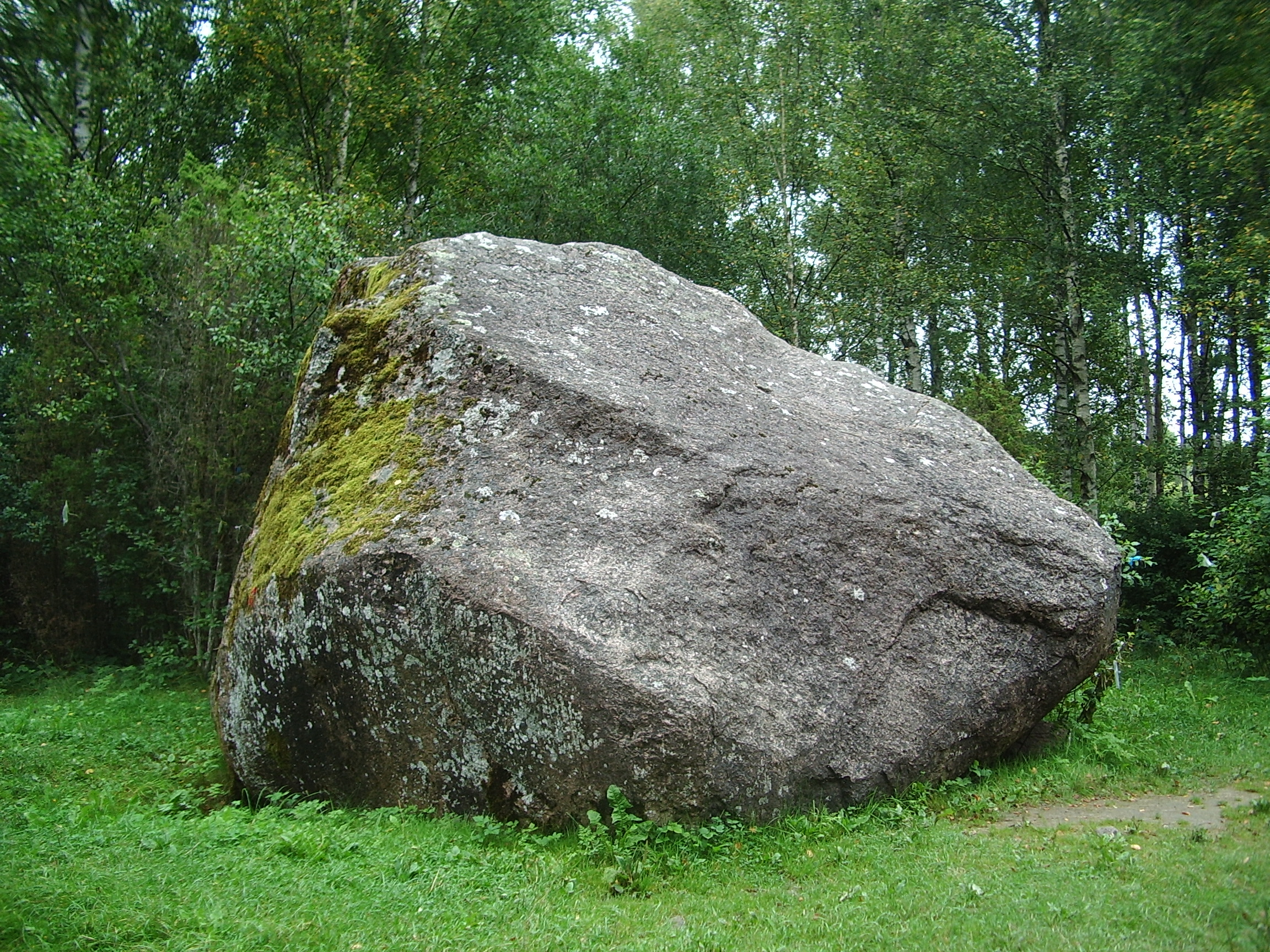
Der Findling Pireti kivi

Kõiguste (deutsch Koigust) ist ein Dorf (estnisch küla) auf der größten estnischen Insel Saaremaa. Es gehört zur Landgemeinde Saaremaa (bis 2017: Landgemeinde Laimjala) im Kreis Saare.

## Einwohnerschaft und Lage
Das Dorf hat zehn Einwohner (Stand 31. Dezember 2011). Es liegt 33 Kilometer nordöstlich der Inselhauptstadt Kuressaare, in der Nähe der Ostsee-Küste.
Der Ort beherbergt einen kleinen Hafen. Er hat der flachen Bucht (Kõiguste laht, auch Kunnati laht) mit ihren vielen Inselchen ihren Namen gegeben.

## Birgitstein
Bekannt ist der Ort auch durch den Birgitstein (Pireti kivi). Der Findling hat einen Umfang von 17,9 Metern und eine Höhe von 3,8 Metern. Der Legende nach ist er mit den Abenteuern von Birgit (estnisch Piret), der Frau des auf Saaremaa bekannten Riesen Suur Tõll, verbunden.